# The Smell of Us
The Smell of Us è un film del 2014 diretto da Larry Clark. È stato proiettato nella sezione Giornate degli Autori alla 71ª Mostra internazionale d'arte cinematografica di Venezia.

## Trama
Math, JP, Pacman e Marie sono quattro skater a Parigi che fanno sesso ed uso di droghe. Math, il narcisista del gruppo, fa il prostituto gay a pagamento e il suo amico JP è innamorato di lui ma viene continuamente respinto perché Math crede di essere gay solo a pagamento. Marie gelosa della loro vicinanza decide di rivelare tutto ai genitori di JP.

## Accoglienza

### Botteghino
Girato con un budget di 2,7 milioni di euro, il film ha incassato ai botteghini 85266 dollari.

## Riconoscimenti
- 2014 – Chéries-Chéris
  - Grand Prix a Larry Clark
  - Menzione speciale all'interpretazione al cast del film
- 2014 – Tallinn Black Nights Film Festival
  - Candidatura al Best Youth Film a Larry Clark
- 2014 – Mostra internazionale d'arte cinematografica di Venezia
  - Candidatura al Queer Lion a Larry Clark
  - Candidatura al Venice Days Award a Larry Clark